# فرودگاه اوخا
فرودگاه اوخا (به انگلیسی: Okha Airport) (به زبان بومی: Аэропорт Оха (Новостройка)) یک فرودگاه با کد یاتا OHH است . این فرودگاه در شهر اوخا، روسیه کشور روسیه قرار دارد و در ارتفاع ۳۵٫۵ متری از سطح دریا واقع شده‌است.

## شرکت‌های هواپیمایی و مقصدهای پروازی
| شرکت‌های هواپیمایی | مقصدهای پروازی |
| ----------------- | -------------- |
| ایر ماداگاسکار    | ایواتو         |